# 達芬尖山
達芬尖山，又稱尖山（布農語：:231、:36,38-41,44,64-65,68,76），位於臺灣花蓮縣卓溪鄉卓清村、南投縣信義鄉東埔村（南投邊界畫在尖山東北側的副峰，達芬池的西側，離尖山山頂最高點300多公尺）與高雄市桃源區梅山里之間，海拔3,208公尺，台灣百岳排名74，位於中央山脈主稜上，大水窟山的南側，在玉山國家公園範圍內。四周高峰雄峙，景色壯觀，西北方是聳立的玉山，北邊是雄偉的大水窟山、秀姑巒山，南邊是雲峰、向陽山等高峰。在百岳之中，達芬尖山與中央尖山、大霸尖山合稱「三尖」，相較之下，中央尖山像高大的中指，大霸尖山如粗壯的拇指，而達芬尖山則如嬌小的小指。

## 歷史
根據日本博物學家鹿野忠雄博士在高校大學時代的台灣高山記錄一書，1931年8月7日他獨自一人以八通關越嶺道南駐在所為基地單登尖山，途中因地形險惡、強風驟雨受挫而退回南駐在所，隔日再次另尋他路攀登，成功登上尖山山頂，發現已立有石標做為記號，石標中夾著為進行三角測量於1931年3月8日登頂台灣總督府山林課、的名片。
1945年日本戰敗，國民政府接收台灣，當時登山活動受到許多政府限制還不是很興盛，直到日本神戶大學來台登山的與兩人於1963年3月19日率先登頂，1964年5月15日台北市登山會的謝金龍、楊海瑞、張凜、詹阿興與高銘爐等人，利用攀登秀姑巒山之便登頂，此為戰後首登尖山之舉。隨後在「五嶽三尖」登峰熱潮的推廣下，達芬尖山一躍成為岳人競相爭逐的山峰，登山客絡繹不絕。台灣有很多座山稱為尖山，為能區別之，於1964年取自附近布農部落地名大分變音而稱「達芬尖山」。
1970年代，政府計畫新建三條橫貫公路，選在北、中、南各闢一條，其中位在中部的新建橫貫公路，探勘隊伍一路從水通往玉里的途中，特別在達芬尖山的山頂上攝影留念，這是因為當時能登上南投、高雄（今直轄市高雄）、花蓮三縣交界的山峰是很難得的。最後路線決定選在嘉義經沙里仙溪頭（指沙里仙溪的主流源頭）抵達玉里之路線，並以水里經和社這條路線做為支線，這是由於沿線資源豐富，故開發價值較高。1980年代，玉里玉山線進入施工階段，原計畫在達芬尖山之東北側是選擇以隧道方式鑿穿其山壁通過，但在政府基於玉山國家公園的設立與生態環境在保育上考量，最後放棄興建。